# Statius Georg Römelingh

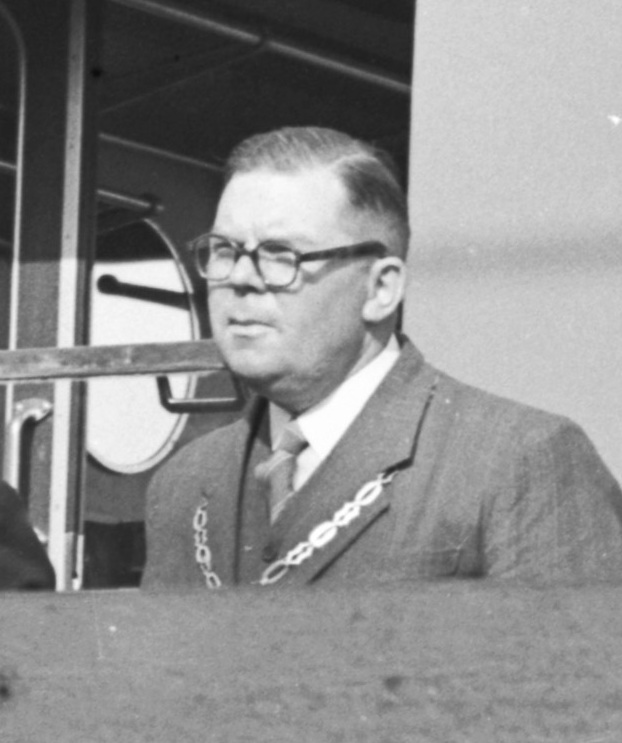
Burgemeester S.G. Römelingh (1952)

Statius Georg Römelingh (Aalden, 13 april 1899 – 24 mei 1963) was een Nederlands politicus.
Hij werd geboren in de Drentse gemeente Zweeloo als zoon van Jan Hendrik Herman Römelingh (1867-1947, burgemeester) en Willemina Jentina Welink (1868-1958). Hij ging naar de Rijks-HBS in Assen en was daarna volontair bij de gemeente Anloo waar zijn vader sinds 1909 burgemeester was. Later werd S.G. Römelingh klerk bij de gemeente Rheden waar hij het bracht tot adjunct-commies. Römelingh werd eind 1933 benoemd tot burgemeester van Peize en in 1941 was hij nog enige tijd waarnemend burgemeester van Roden. Rond 1944 was R.G. Gelmers waarnemend burgemeester van Peize. Römelingh werd in 1948 benoemd tot burgemeester van Beilen. Tijdens dat burgemeesterschap overleed hij in 1963 op 64-jarige leeftijd.